# Antilena Nicolizas
Antilena Nicolizas (Trieste, 28 gennaio 1989) è una doppiatrice e attrice teatrale italiana.

## Biografia
Triestina di padre greco, dopo anni di studi nella sua città natale e in Germania, si diploma con lode al Conservatorio "Nino Rota" di Monopoli sotto la guida di Benedetto Lupo. Da pianista ha tenuto concerti in Italia, Slovenia, Croazia, Austria, Germania e Cina. Inizia l'attività di doppiatrice a Roma nel 2014, dopo aver frequentato l'Accademia del Doppiaggio di Christian Iansante e Roberto Pedicini a Milano.

## Teatro
- Ma c'è ancora Woody Allen?, regia di Franco Mannella (2015)
- Fermi tutti... abbiamo un piano!, regia di Fulvio Calderoni (2016)
- Il matrimonio (nella buona e nella cattiva sorte) regia di Daniele Trombetti (2018)
- Nuoce gravemente alla salut regia di Alessandra Silipo (2020)
- Successo TV (2016-2019), progetto web

## Doppiaggio

### Film
- Jessica Williams in Animali Fantastici - I segreti di Silente, Animali fantastici - I crimini di Grindelwald, La rivincita delle sfigate
- Rachel Sennott in Bodies Bodies Bodies, Saturday Night
- Mylène Mackay in Il padrino della mafia
- Ophélie Bau in Mektoub, My Love - Canto uno
- Mari Malek in Omicidio al Cairo
- Tori Garrn in Oscar Pistorius - Il campione omicida
- Joey King in Stonewall
- Xander in Johnny English colpisce ancora
- Ryan Simpkins in Brigsby Bear
- Kathy Deitch in The Loft
- Katey Hoffman in Fuga dalla biblioteca di Mr. Lemoncello
- Amila Terzimehic in The November Man
- Perdita Weeks in Ready Player One
- Jena Malone in Batman v Superman: Dawn of Justice (Ultimate edition)
- Ingvild Deila in Rogue One: A Star Wars Story
- Tina Dalakishvili in Tyler Rake 2
- Hania Kosmala in David e gli elfi
- Haley Lu Richardson in La probabilità statistica dell'amore a prima vista
- Louise Lombard in Oppenheimer
- Lucie Laurent in Vita da gatto
- Tato Alexander in No negociable
- Krysten Ritter in Sonic 3 - Il film

### Serie televisive
- Rose Reynolds in C'era una volta
- Quintessa Swindell in Trinkets
- Kimie Tsukakoshi in La biblioteca della magia
- Gemma Whelan in Killing Eve
- Maddison Jaizani in Into the Badlands
- Chichi Seii in Sense8
- Alanna Masterson in Mistresses
- Sarah Stiles in Billions
- Leila Farzad in The Decameron
- Daniella Alonso in The Resident
- Patricia Volny in 1983
- Katy M. O'Brian in Black Lightning
- Cara Ronzetti in The First
- Marie-Josée Croze in Jack Ryan
- Amelia Burstyn in Lost in Space
- Ginger Gonzaga in True Lies
- Gracie Dzienny in Jupiter's Legacy
- Karoline Xu in Morte e altri dettagli
- Tae Kimura in House of Ninjas

### Cartoni Animati
- Devin in Big Mouth
- Mandora in ThunderCats Roar
- Chiharu in Revisions
- Trudy in The Midnight Gospel
- Kath in Copper
- Olivia in Dragon's Dogma
- Angela Wells in Due Fantagenitori! - Esprimi un desiderio
- Furfolo ed Bertha in Tiny Toons Looniversity
- Mari in Secret Level